# Балеарський хаус
Балеарський хаус, також відомий як Балеарський біт, Балеар, Iбіца хаус або Ібіца чилаут — еклектичне поєднання танцювальної музики під керівництвом ді-джеїв, яке виникло в середині 1980-х років. Пізніше воно стало назвою більш конкретного стилю електронної танцювальної / хаус-музики, яка була популярна у середині 1990-х років. Балеарський хаус був названий завдяки своїй популярності серед відвідувачів європейських нічних клубів і пляжних рейвів на Балеарському острові Ібіца, популярному туристичному місці. Деякі компіляції танцювальної музики називали це «звуком Ібіци», хоча на острові можна було почути багато інших, більш агресивних і оптимістичних форм танцювальної музики, таких як балеарський транс.

## Історія
Цей стиль був популяризований у Amnesia, нічному клубі Ібіци, ді-джеєм Альфредо з Аргентини, який мав там резиденцію. Ді-джея Альфредо, ім'я якого при народженні Альфредо Фіоріто, вважають «батьком балеарського ритму». Альфредо грав еклектичне поєднання танцювальної музики зі своїм стилем, що охоплював інді-гіпно-гриви Woodentops, містичний рок Waterboys, ранній хаус, європоп і дивацтва від Пітера Гебріела та Кріса Рі. Звучала схожа музика, зокрема Pacha та Ku.
Британські ді-джеї, такі як Ненсі Нойз Тревор Фунг Денні Ремплінг і Електра Пол Окенфолд зазвичай приписують «популяризацію» балеарського ритму, особливо у Великій Британії, а автором цього терміну вважається Фунг. У 1987 році, після відпочинку на Ібіці, Окенфолд, Фунг і Ян Сент-Пол повернулися до Лондона, де вони безуспішно намагалися відкрити нічний клуб під назвою Funhouse в Балеарському стилі. Повернувшись на Ібіцу влітку 1987 року, Окенфолд орендував віллу, де приймав кількох своїх друзів ді-джеїв, у тому числі Денні Ремплінга, Джонні Вокера і Нікі. Холлоуей. Повернувшись до Лондона в кінці літа, Оукенфолд знову спробував представити балеарський стиль у нічному клубі під назвою Project Club в південному Лондоні. Клуб спочатку привернув увагу тих, хто відвідував Ібіцу і був знайомий з концепцією Балеарських хасу. Ці ветерани Ібіци, охоплені вживанням екстазі та новим стилем моди, заснованим на мішкуватому одязі та яскравих кольорах, відповідали за поширення балеарської субкультури на рейв-сцені Великобританії, що розвивалася. У 1988 році Оукенфолд створив другий вихід для Балеарського хаусу, подію щопонеділка ввечері під назвою Spectrum, якій приписують розкриття концепції Balearic ширшій аудиторії. За даними журналу Dance Music Report, у 1988 році у США вперше помітили балеарський хаус. Найбільш відомим ді-джеєм на Ібіці був Хосе Паділья, завдяки своїй резиденції в Café del Mar. Також Джон Са Трінкс, британський ді-джей і продюсер, відомий своєю найдовшою резиденцією на пляжі Салінас у Са Трінкса, який завдає свій стиль як Балеарська музика.